# Lachnaia cylindrica
Lachnaia cylindrica — вид листоїдів з підродини клітріних. Зустрічається на Піренейськом півострові, на півдні Франції, півдні Італії, в Сицилії та Алжиру.